# Aberdeen (Dél-Dakota)
Aberdeen város az Amerikai Egyesült Államok Dél-Dakota államában, Brown megyében, melynek megyeszékhelye is. Lakosainak száma 28 495 fő (2020. április 1.).

## Népesség
A település népességének változása:

| 2010 | 26 091 |
| 2020 | 28 495 |